# Magdalena Szadkowska
Magdalena Anna Szadkowska (ur. 9 października 1978 w Zgierzu) – polska artystka plastyk. Łączy dziedziny artystyczne i projektowe rzeźby, obiektu unikatowego oraz biżuterii artystycznej.

## Życiorys

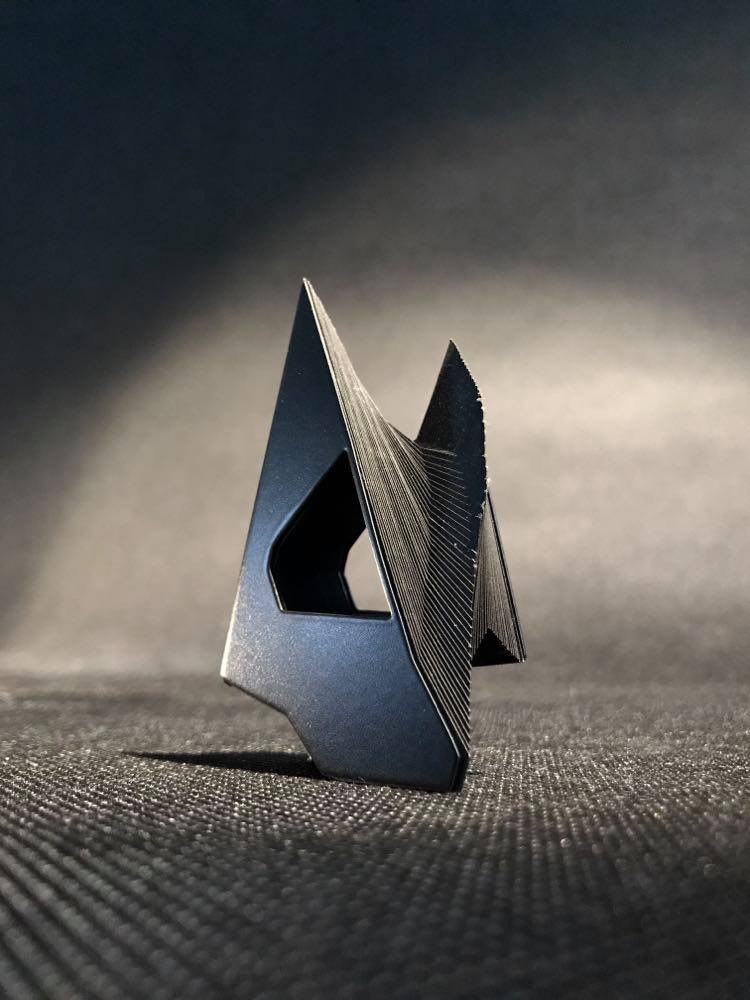
Imagineskop I (obiekt-pierścień, papier, mosiądz czerniony, 8x5x2 cm, 2020) Magdaleny Szadkowskiej nagrodzony na 31. Międzynarodowym Konkursie Sztuki Złotniczej „Jakość” w Legnicy w 2023

Urodziła się w 1978 w rodzinie o tradycjach artystycznych w Zgierzu, gdzie ukończyła liceum ogólnokształcące. Dyplom magistra sztuki (specjalizacja biżuteria) otrzymała w 2003 w Akademii Sztuk Pięknych im. Władysława Strzemińskiego w Łodzi. Jest absolwentką Muzealniczych Kuratorskich Studiów Podyplomowych z zakresu sztuki współczesnej na Uniwersytecie Jagiellońskim w Krakowie (2011).
W 2020 uzyskała stopień doktora sztuki w Akademii w Łodzi po przedstawieniu pracy E() MOTION – obiekty emocjonalne wobec potrzeb społecznych pokolenia Y (promotor: prof. Andrzej Boss). Jednym z aspektów pracy jest „konstatacja, że złotnictwo ma szansę powrócić do swojej pierwotnej funkcji (...) osobistego talizmanu, z którym posiadacz identyfikuje się dużo silniej niż tylko na poziomie powierzchownej estetyki”.
Od 2021 prowadzi Pracownię Rzeźby i Działań w Przestrzeni Intermedialnej w Instytucie Rzeźby Akademii Sztuk Pięknych w Łodzi.

## Twórczość artystyczna
Uczestniczyła w kilkudziesięciu wystawach w Polsce i za granicą. Projekt rzeźby plenerowej (4,5×4,5×3 m) został wybrany na Międzynarodowym Festiwalu Rzeźby w Chengdu „2019 Chengdu Sister Cities Creation and Exhibition” i zrealizowany w styczniu 2022 w parku ekologicznym Tianfu Greenway w Chengdu.
Jej prace znajdują się w stałej ekspozycji Muzeum Okręgowego w Sandomierzu, Galerii YES w Poznaniu, Galerii Sztuki w Legnicy i w Sake Bar w Nobu Hotel w Warszawie (we współpracy z Jarosławem Borkiem). Rzeźba w drewnie Kapsuła czasu usytuowana jest przy szlaku górskim w Bieszczadach (Muczne 2). Uczestniczyła w plenerach artystycznych. Tworzy grafikę warsztatową.
Otrzymała nagrody w konkursach międzynarodowych, m.in.: 25. Międzynarodowy Konkurs Sztuki Złotniczej w Legnicy, 3. Międzynarodowy Konkurs o Bursztynową Nagrodę dla Krajów Regionu Bałtyckiego w Ribinitz-Damgarten, V Międzynarodowe Biennale Twórczości w Bursztynie „Ałatyr 2013” w Królewcu.
Zajmuje się także biżuterią wielofukcyjną. Na 31. Międzynarodowym Konkursie Sztuki Złotniczej „Jakość” w Legnicy w 2023 otrzymała pięć nagród: Targów Inhorgenta w Monachium, Stowarzyszenia Twórców Form Złotniczych, Pb Group, Międzynarodowego Stowarzyszenia Bursztynników i Galerii YES.
W tym samym roku w ogrodzie zimowym Pałacu Karola Poznańskiego w Łodzi otwarto wystawę „Imagineskopy” jej rzeźb, których wspólnym mianownikiem jest szeroko pojęte doświadczanie rzeczywistości i nawiązujących do koncepcji Śledzia Otrembusa Podgrobelskiego. Artystka uważa imagineskopy za „przedmioty emocjonalne, które mają stać się pomostem do podróży wgłąb własnych wyobrażeń” i są „wyjściem z doświadczania zmysłami w doświadczanie za pomocą wyobraźni”.
W czerwcu 2023 w Akademickim Centrum Designu w Łodzi otwarto wystawę „Rzeczywistości mieszane & Magdalena Szadkowska” w ramach projektu „Projektowanie wirtualnej przestrzeni jako element procesu” Akademii Mistrzów VII z rocznego cyklu „Design w procesie”. Pokazała tam swoją interpretację, „w której kluczowe staje się podążanie za obszarem poszerzonej wyobraźni oraz kreacji na styku rzeczywistości”.

## Inne informacje
Jest spokrewniona z artystami Mieczysławem Szadkowskim (1920–1990), Andrzejem Szadkowskim (ur. 1947) i Pawłem Szadkowskim (ur. 1957).

## Galeria prac

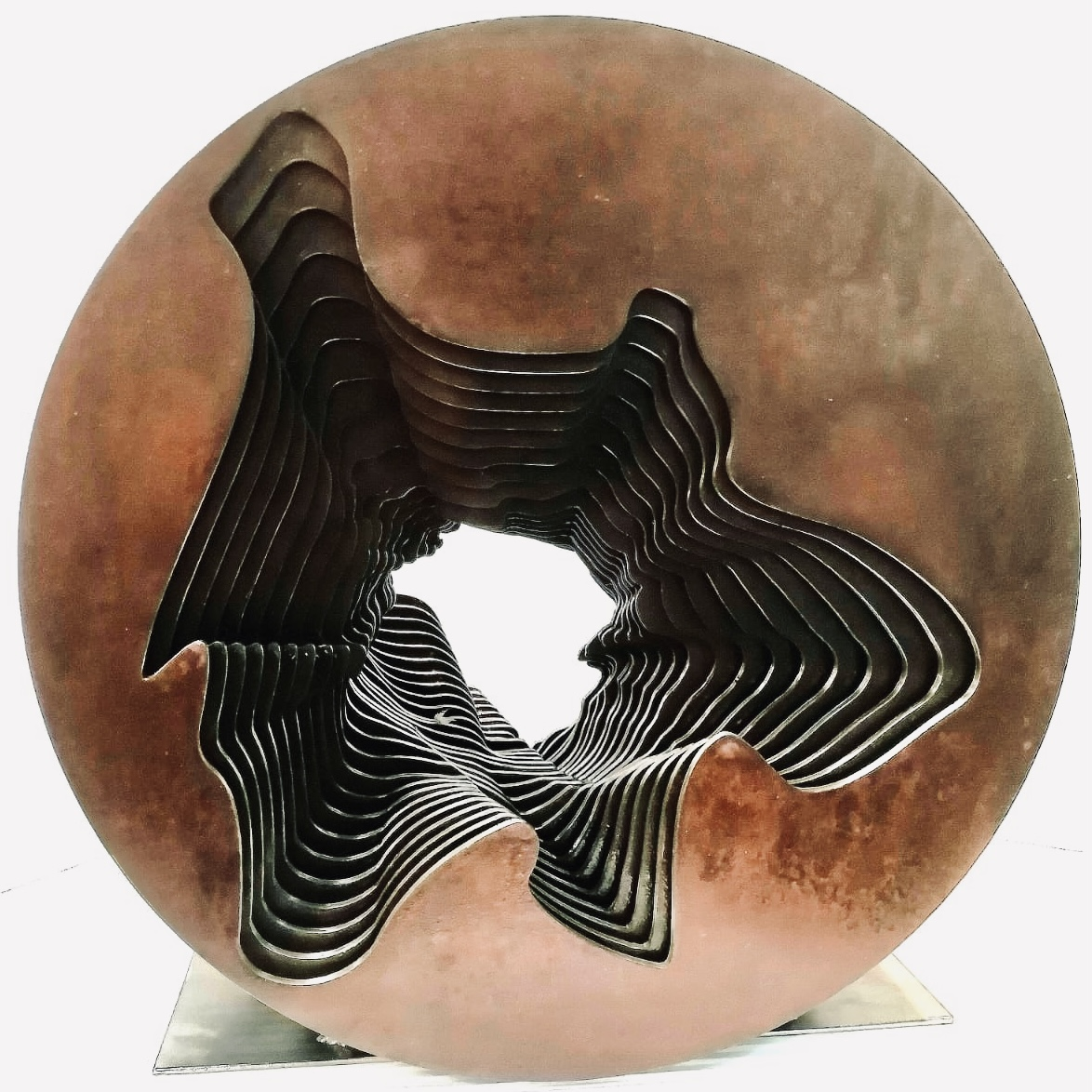
The Way - miniatura (rzeźba, stal pordzewiona, stal polerowana krawędziowo, 35x35x30 cm, 2022)
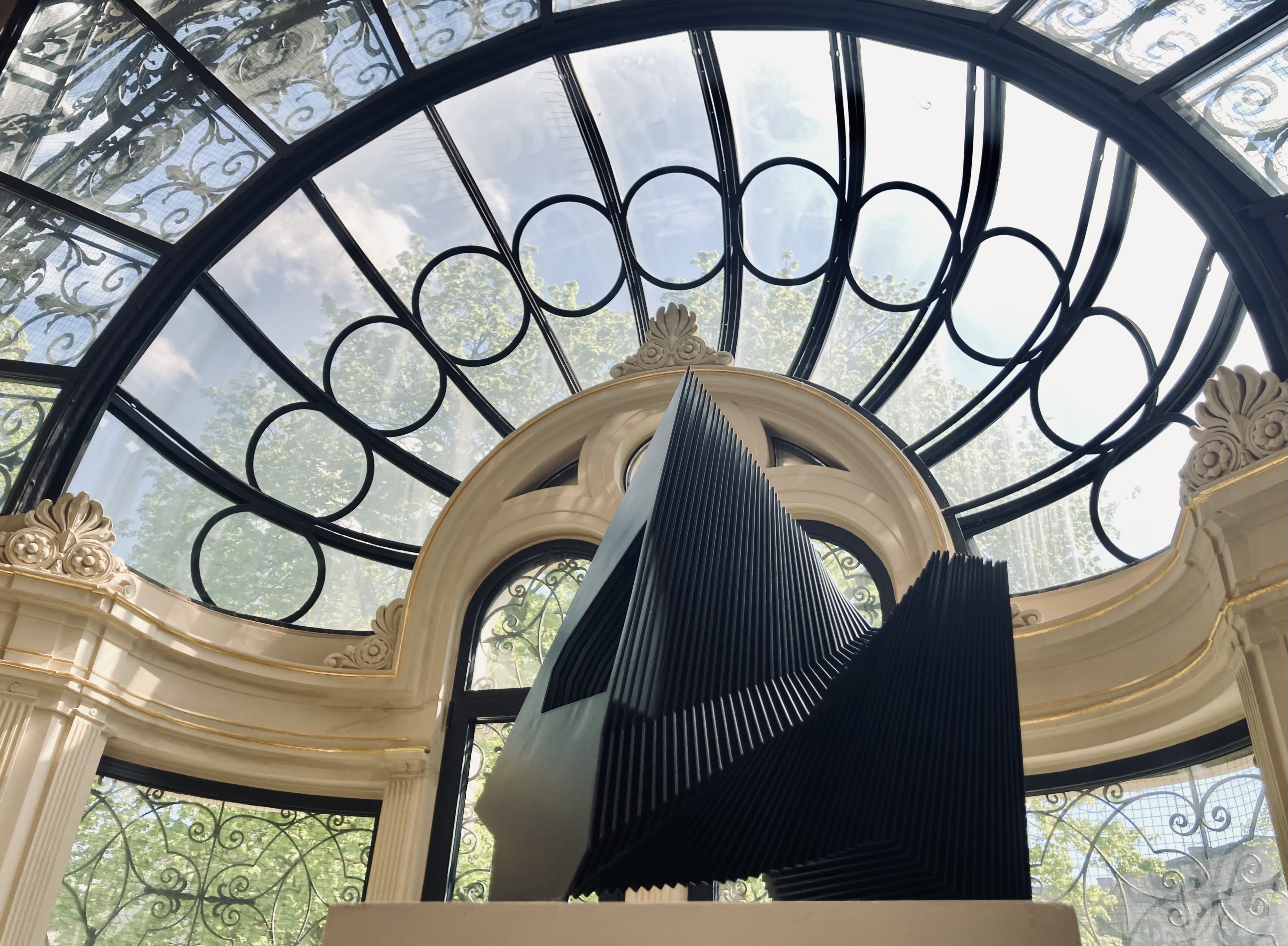
Imagineskop 51.7403316, 19.4065924 (rzeźba, stal czerniona proszkowo, 50x40x30 cm, 2022)[a]
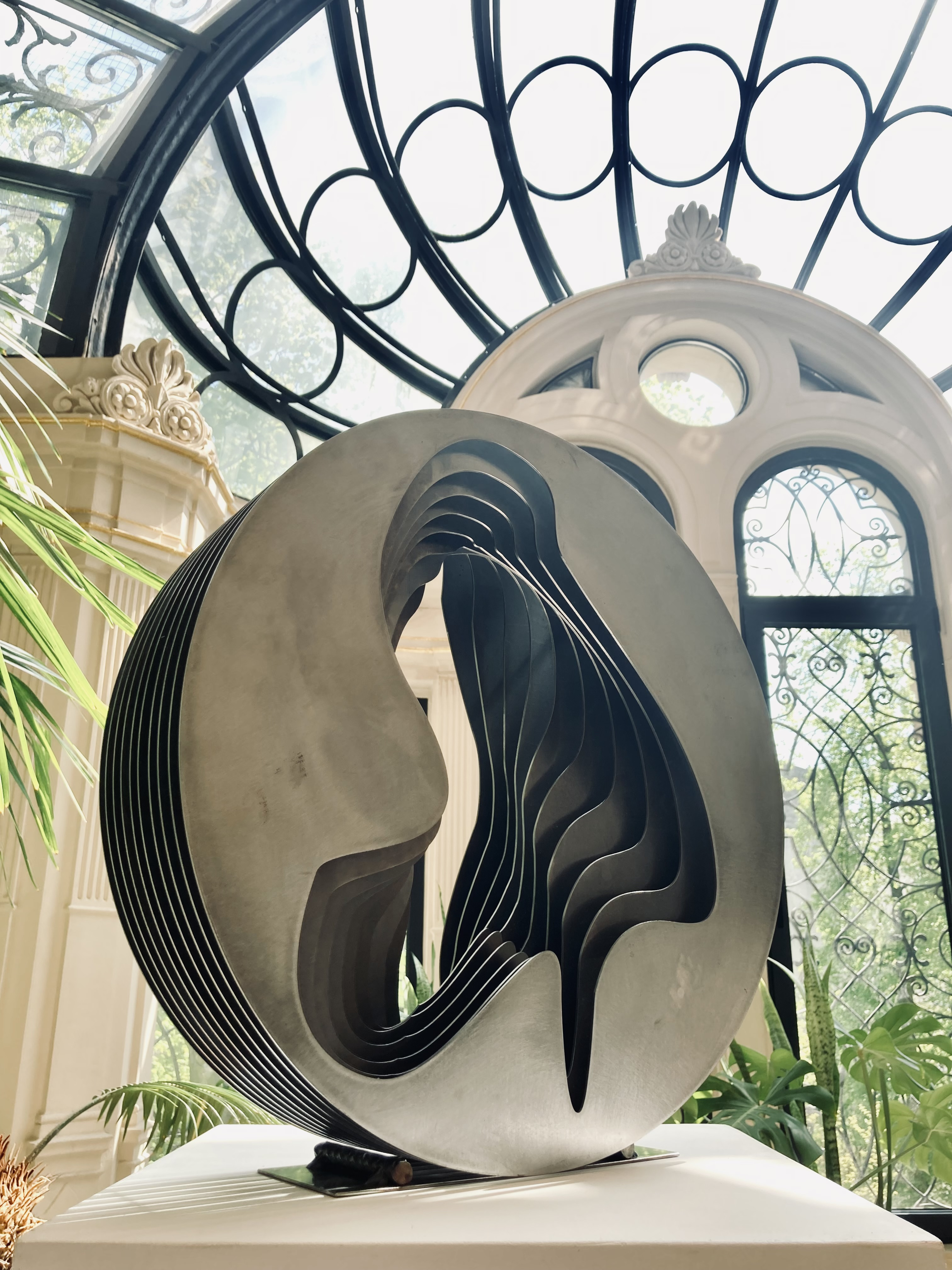
Imagineskop 51.75, 19.46667 (rzeźba, stal szlachetna, 50x50x30 cm, 2023)[a]
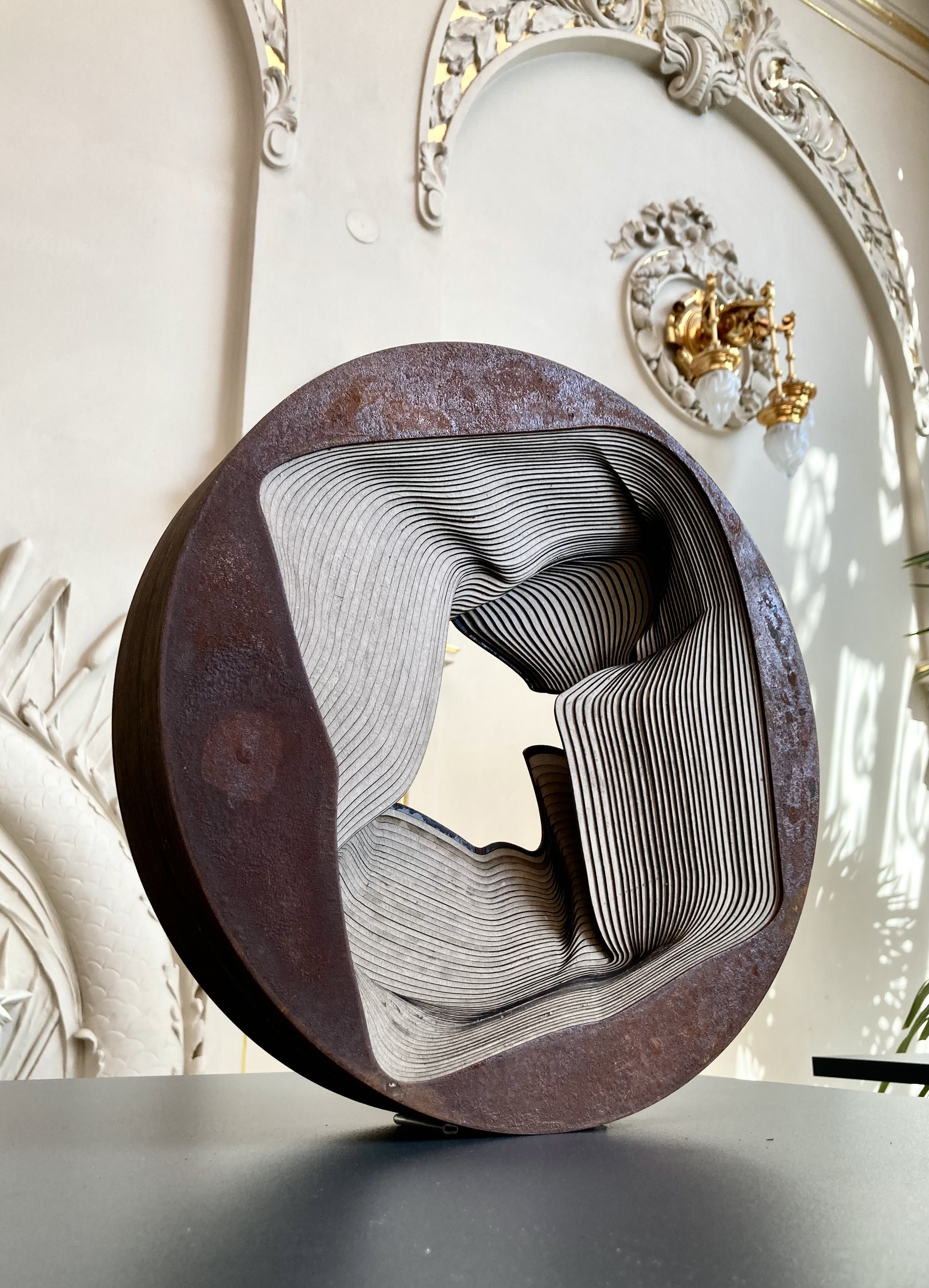
Imagineskop 51.76491, 19.40268 (rzeźba, makulatura, stal, 40x40x10 cm, 2023)[a]
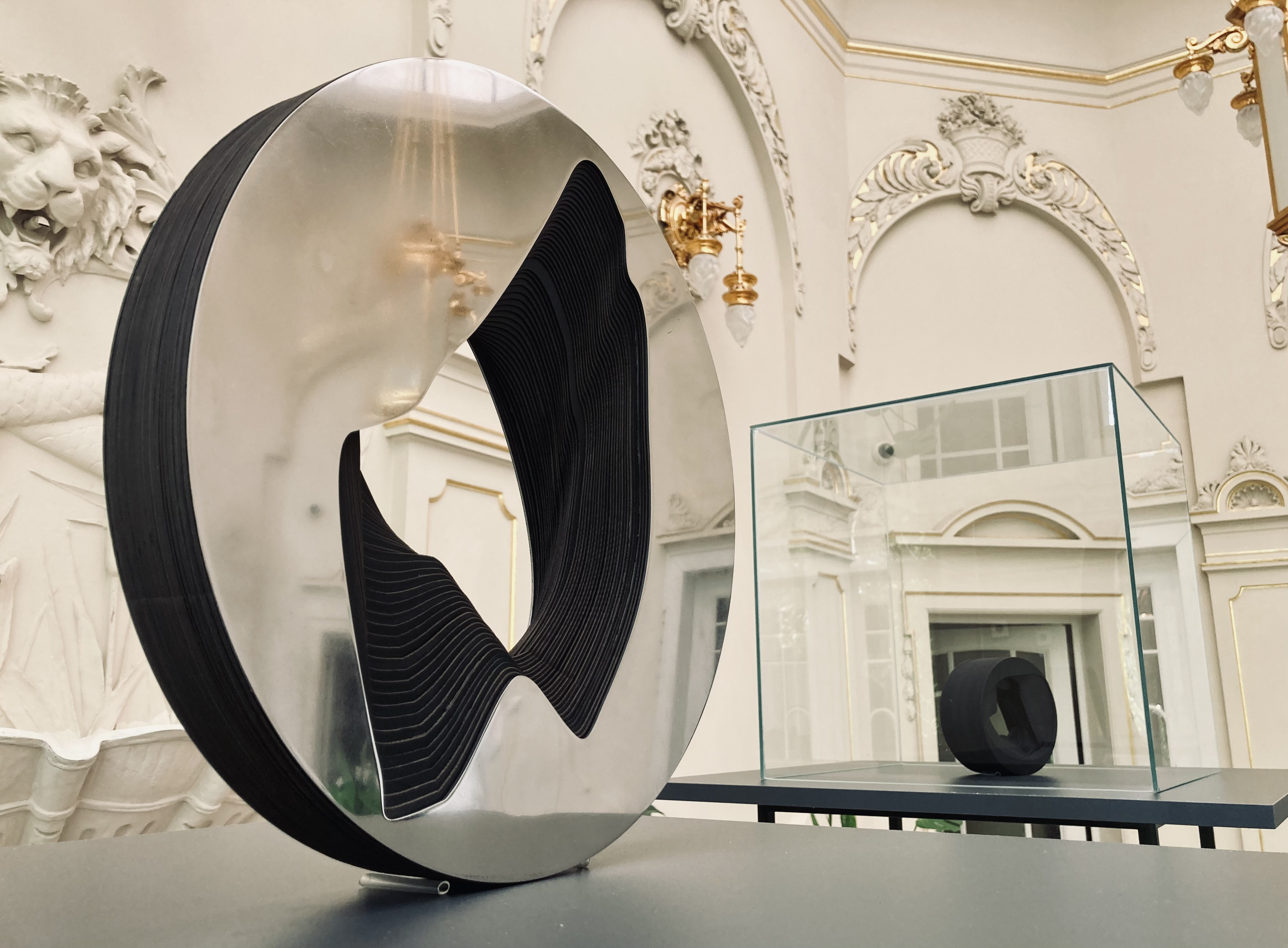
Imagineskop 51.80532, 19.46501 (rzeźba, tektura czarna, stal szlachetna, 2023)[a]